# Gabriel Achilier
Gabriel Achilier (Machala, 24 de março de 1985), é um futebolista equatoriano que atua como zagueiro. Atualmente, joga pelo Monarcas Morelia, do México.

## Títulos

### Emelec
- Campeonato Equatoriano: 2013